# ألفرد سيغورد نيلسن
ألفرد سيغورد نيلسن هو سياسي نرويجي، ولد في 4 سبتمبر 1891، وتوفي في 2 أغسطس 1977. نشط حزبياً في حزب العمال. وقد انتخب عضو برلمان النرويج ‏ عن دائرة نورلان وقد انضم خلال فترته النيابية ‏ (1954 – 1957) للكتلة البرلمانية حزب العمال وانتخب عضو برلمان النرويج ‏ عن دائرة Market towns of Nordland, Troms and Finnmark ‏ وقد انضم خلال فترته النيابية ‏ (1950 – 1953) للكتلة البرلمانية حزب العمال وانتخب عضو برلمان النرويج ‏ عن دائرة Market towns of Nordland, Troms and Finnmark ‏ وقد انضم خلال فترته النيابية ‏ (1937 – 1945) للكتلة البرلمانية حزب العمال.